# Тодор Стоянов (режисьор)
Вижте пояснителната страница за други личности с името Тодор Стоянов.
Тодор Владиславов Стоянов е български режисьор, сценарист и кинооператор. Роден е на 6 юли 1930 г. в София. Тодор Стоянов завършва специалност операторско майсторство през 1952 г. в Държавното полувисше училище за кинематография и фототехника в София.

## Награди
- Награда на ФИПРЕСИ за филма „Отклонение“ от Международния филмов фестивал в Москва, 1967
- Специална златна награда за филма „Отклонение“ от Международния филмов фестивал в Москва, 1967
- Голямата награда за филма „Отклонение“ от Международния филмов фестивал в Москва, 1967
- Награда на списание „Синема интернасионал“, Швейцария, „за нови изразни средства“ на оператора Тодор Стоянов за филма „Горещо пладне“, Фестивал на българския филм, Варна, 1966[1]

## Филмография
Като режисьор
- Любовниците (1990)
- Небе за всички (1987)
- Вибрации (1984)
- Почти ревизия (4-сер. тв, 1982)
- Милост за живите (1981)
- Когато вадиш кестени от огъня (1979)
- Насрещно движение (1978)
- Когато се стискат ръцете (1975)
- Присъствие (1975)
- Последна проверка (1973)
- Странен двубой (1971)
- Петимата от Моби Дик (1970)
- Мъже в командировка (1969)
- Отклонение (1967) – (заедно с Гриша Островски)

Като сценарист
- До града е близо (1965)

Като оператор
- Милост за живите (1981)
- Мъже в командировка (1969)
- Отклонение (1967)
- Началото на една ваканция (1966)
- Мъже (1966)
- Горещо пладне (1966)
- Крадецът на праскови (1964)
- Смърт няма (1963)
- Двама под небето (1962)
- Маргаритка (1961)
- Бедната улица (1960)